# Alin Toșca
Alin Toșca (ur. 14 marca 1992 w Alexandrii) – rumuński piłkarz występujący na pozycji obrońcy w hiszpańskim klubie Al-Riyadh SC.

## Kariera klubowa
Piłkarz swoją karierę rozpoczynał w drużynie Steaua Bukareszt. Początkowo występował w juniorskim zespole U-19. 1 lipca 2009 roku przeszedł do drugiego zespołu tego klubu, który występował wówczas w II lidze. Zadebiutował z nim w sezonie 2010/2011. W barwach tej drużyny zdołał zagrać tylko jeden mecz, ponieważ 1 września 2010 roku został wypożyczony do klubu Unirea Urziceni, który ówcześnie grał w I lidze. Reprezentant Rumunii. W sezonie 2010/2011 zajął z tą ekipą, przedostatnie, 17. miejsce, które oznaczało spadek do II ligi. 30 czerwca 2011 roku powrócił z wypożyczenia do klubu Steaua Bukareszt, jednak już 8 sierpnia tegoż roku na zasadzie wolnego transferu przeszedł do klubu Săgeata Năvodari, który wówczas występował w II lidze. W sezonie 2011/2012 uplasował się z tym zespołem na 4. pozycji. Jednak do drugiego miejsca, dającego awans, zabrakło aż 12 punktów. 1 lipca 2012 roku podpisał kontrakt z klubem Viitorul Constanța, który wówczas właśnie uzyskał awans do I ligi. W sezonie 2012/2013 jego zespół zajął 13. lokatę, dzięki czemu utrzymał się w I lidze. W następnym sezonie zajął z drużyną 12. miejsce i ponownie uniknęli spadku do niższej ligi. 1 lipca 2014 roku przeszedł za 400 tysięcy euro do klubu Steaua Bukareszt.
Z klubem Steaua Bukareszt wiąże go umowa do 30 czerwca 2018 roku.

## Kariera reprezentacyjna
Alin Toșca dotychczas wystąpił w dziewięciu meczach reprezentacji Rumunii do lat 21.
W barwach tej reprezentacji wziął udział w eliminacjach do Mistrzostw Europy U-21 w 2015 roku w Czechach. Zagrał w nich w czterech spotkaniach i w każdym z nich wystąpił przez pełne 90 minut. Jednak jego drużyna zajęła dopiero 2. miejsce w grupie, i przez gorszy bilans punktowy, w porównaniu z innymi zespołami z drugich miejsc, nie zakwalifikowała się na te mistrzostwa.

## Sukcesy

### Klub
Steaua Bukareszt
- Mistrzostwo Rumunii: 2014–15
- Puchar Rumunii: 2014–15

PAOK Saloniki
- Mistrzostwo Grecji: 2018–19
- Puchar Grecji: 2018–19